# Pierre-Charles Roy
Pierre-Charles Roy (* 1683 in Paris; † 23. Oktober 1764 ebenda) war ein französischer Librettist. Er schrieb insbesondere Operntexte für François Francœur und André-Cardinal Destouches.

## Leben

### Anfänge
Der Jurist Pierre-Charles Roy war Sohn eines bürgerlichen Rats am Châtelet, der ihm etwa um 1702 an diesem Hof eine ebensolche Position verschaffte. Roy war wohlhabend und galt als geizig. Er hatte, so Néricault Destouches, Dacier als Lehrer und galt als eine Art Wunderkind des Wissens.

### Wirken als Liedtexter
22 Jahre alt, debütierte Roy als Textdichter 1705 an der Pariser Oper mit dem von Lacoste vertonten, selten düsteren Stück Philomèle – ein großer Erfolg, der Erwartungen weckte. Man sah in ihm den „Nachfolger Quinaults“ und tatsächlich blieb er bis 1735 in diesem Metier führend. Der neben ihm in dieser Zeit bedeutendste Librettist war Antoine Danchet. Für André Campras erstes Kantatenbuch von 1708 reimte Roy die Texte fast komplett. Die Versifikation lag ihm, anders als Houdar de La Motte, dessen letztes Libretto 1709 zur Aufführung kam. Da sie als Opernautoren vier Jahre lang miteinander konkurrierten, lag ein Vergleich nahe, den Clément und La Porte über sie in ihren Anecdotes dramatiques anstellten: In der Querelle des Anciens et des Modernes war La Motte klar den Modernes zuzurechnen. Er habe sich im Operngenre durch seine Natürlichkeit und seine Feinfühligkeit ausgezeichnet. Roy hingegen, zur Partei der Anciens gehörend, konnte, ausgestattet mit seinem Scharfsinn, aus einem Reservoir von Wissen über die antiken Denker schöpfen und kannte durch seine Beschäftigung mit Ovid viele Feinheiten der Mythologie. Er sei ein guter Literat gewesen.
Roy versorgte die gehobene Gesellschaft mit gereimten Ohrenschmäusen, wurde nach seinen Bühnenerfolgen als gebildeter, wohlsituierte Mann zu Protégé der Herzogin von Maine und träumte mit 25 davon, sein Amt gegen die charge eines secretaire du roi einzutauschen, durch Erlangung eines Sitzes in der Académie française. Vorerst jedoch erbte er 1709 eine viertel Million Livres von seinem Vater und hatte so alle Freiheit, sich seinen literarischen Ambitionen hinzugeben.  Nach einem mäßigen Erfolg von Créuse begeisterte 1712 sein Libretto für Destouches Oper Callirhoé das Publikum.

### BeimRégiment de la Calotte
Es schlug aber sein Werben um die Académie française auf seltsame Weise fehl: 1714 hatte er eine Ode für einen Wettbewerb eingereicht, nur verschwand jene unerklärbar. Nicht nur übersah es Roy, dass es vorteilhaft war, gute Beziehungen zur Académie zu haben, er hatte im Gegenteil eine Neigung, sich dort unbeliebt zu machen, und nun um so mehr, da sein Argwohn geweckt war. Roy hatte sich mit redlichem Fleiß um die Gunst der Académie bemüht, auch drei Preise bei ihr gewonnen, sowie sechs der Académie des Jeux floraux, hatte neben seinen Opern mit einem Theaterstück Erfolg und mit seinen Divertissements für den Cour de Sceaux, doch blieb mit 32 die höchste Anerkennung aus, was ihn vermehrt Spottgedichte schreiben ließ. Solches war in dieser Zeit durchaus ein Gesellschaftssport, im Verein Régiment de la Calotte fand man sich hierfür zusammen und der Verleger François Gacon brachte die kurzen Texte eifrig unters Volk. Roy schloss sich dem Verein an und war dort einer der produktivsten Verfasser der calottes genannten Schmähschriften. Le Coche war eine Satire, mit der er um 1716 die Académie der Lächerlichkeit preisgab wie sonst keiner.

### Entlassung aus dem Châtelet
Im selben Jahr bildete die Regierung das Chambre de justice, zur Auffindung von Steuerhinterziehern. Roys Dienste wurden gern von Personen in Anspruch genommen, die Vermögen zu verbergen hatten. Man empfahl ihn sich gegenseitig und Hilfsersuchen von Adeligen fand man in seinen Privatpapieren. Zwar gab es 1717 eine Generalamnestie in dieser Angelegenheit, aber Mitte des Jahres war für ihn Schluss als „conseiller au Châtelet“. Roy brachte in diesem Jahr eine schwache Oper Ariane auf die Bühne, zusammen mit seinem Freund François Joseph de Lagrange-Chancel, der gerade die ersten Oden der unter dem Titel Philippiques veröffentlichten Schmähgedichte schrieb. Brisanterweise zielten sie auf den Regenten Philippe II. und  Lagrange bezichtigte Roy einer Mitverfasserschaft. Jener zeigt ihn wegen Verleumdung an und Lagrange landete nach einer Odyssee durch Südeuropa im Exil in den Niederlanden. Durch den Trubel hindurch schrieb Roy für das jahr 1718 den Text der nicht so gut aufgenommenen Oper Sémiramis, brachte dafür aber zusammen mit Destouches im September 1721 das Ballet des Eléments auf die Bühne des Théâtre des Tuileries – der Erfolg seines Lebens. Ludwig XV. tanzte im dritten entrée und die Höflinge waren hingerissen. Roy blieb dran, schrieb höchst schmeichelnde Gedichte für den König und die Größen dieser Zeit und wurde im Zenit seiner literarischen Karriere „le grand poète Roy“ genannt.

### Gefängnisaufenthalte
Mit 40 war Roy reich und berühmt und näher denn je an einem Sitz der Académie française, als die in Den Haag gedruckte Untergrund-Gazette Nouvelliste universelle sich seine Dienste sicherte. Der unangefochtene Platzhirsch der Salons war er da bereits nicht mehr, der junge Voltaire schickte sich an, ihm mit seinen Lesungen den Rang abzulaufen. Obendrein ließ Roy eine bevorstehende Eheschließung platzen, da ihm der potentielle Schwiegervater plötzlich unseriös vorkam. Derweil spitzelte Lagrange-Chancel in Holland für die französische Polizei, in der Hoffnung, dass dies hilfreich für die Herbeiführung seiner Rückkehr sei. Dabei streute er das Gerücht, Roy habe Pomponius verfasst, ein heftiger Angriff auf den Regenten. Um gegen Roy vorzugehen, brauchten seine Feinde allerdings nicht länger Gerüchte: Im Nouvelliste universel erschien am 26. Oktober 1724 ein Schmähgedicht gegen den Operndirektor Jean-Nicolas Francine und Roy war zweifelsfrei als Verfasser dieser calotte zu identifizieren. Am folgenden 11. Dezember wurde er in der Bastille eingesperrt. So wichtig, wie Roy für die Gazette war, musste sie nun prompt ihr Erscheinen einstellen. Roys Mutter und sein Schwager kümmerten sich um seine Geschäfte und im April 1725 wurde ihm gestattet, sich zu Destouches Landsitz zu begeben, zwecks Fertigstellung der Oper Les Stratagèmes de l’Amour. Im Juni des Jahres durfte er nach Paris und an den Hof zurückkehren. Die Aufführung der Stratagèmes wurde zum Erfolg und brachte ihm die Protektion der Königin Maria Leszczyńska ein, sehr zum Verdruss von Voltaire.
Indes ließen einige geschmähte Personen von der Académie française nicht nach in ihrem Begehren, ihn zur Anklage zu bringen und bewerkstelligten im März 1728 seine Inhaftierung im Gefängnis Saint-Lazare. Die Strafe wurde aber bald so geändert, dass er sich nicht näher als 50 Lieues an Paris aufhalten durfte. Immerhin blieb ihm die Verbannung ins Ausland erspart, was er wohl seinen Beschützern zu verdanken hatte, vielleicht auch neuen Freunden in der Partei der Frommen. Zu gute kam ihm auch das Fernhalten seiner Satiren vom Feld der Philosophie.

### Heirat und Aufnahme in denOrdre de Saint-Michel
Im Juli 1729 heiratete Roy die Tochter eines Kaufmanns und durfte sich von diesem Jahr an „secretaire du roi“ nennen. Er mied drei Jahre lang die Öffentlichkeit und trat erst 1732 wieder hervor mit dem Ballet des Sens (Musik von Destouches), das beim Publikum gut ankam. Trotz allem verkniff sich Roy nicht seine Pamphlete, nun eines über Voltaire und Paradis de Moncrif, der als Soldat im Krieg von 1734 am Rhein war. Angegriffen, wie er sich fühlte, verpasste er Roy 20 Schläge mit seinem Gehstock, im Ermangelung eines Duells, das Roy verweigerte. 1735 kam am 5. Mai sein Ballett Les  Grâces nicht gut an, sein Können entschwand allmählich. Nach seinem 1738 aufgeführten Ballet de la Paix dauerte es bis zum Februar 1742, bis man wieder von ihm hörte: Roy wurde Chevalier de Saint-Michel (Ritter des Michaelsordens) und obendrein sofort Sekretär dieser Vereinigung. Weiterhin versuchte er die Wahl Voltaires in die Académie française zu verhindern und schrieb Divertissements für den Königshof. Sein letztes Werk für die Hoffeste war 1750 das Ballett Titon et l’Aurore.

### Roy und Voltaire
Pierre-Charles Roy war bis zu seinem Tod einer der bevorzugten Gegner von Voltaire. Dieser ging so weit zu behaupten, er habe seinen Namen Arouet nur deshalb in Voltaire geändert, um nicht mit Roy verwechselt zu werden. Roy wiederum kritisierte Voltaire in seinen Versen. Besonders schmerzlich für Voltaire war Roys Behauptung, Voltaire sei der Verfasser des berüchtigten Gedichtes über das inzestuöse Verhältnis des Regenten zur Herzogin von Berry. Roy kritisierte auch Voltaires Gedicht über die Schlacht bei Fontenoy. Voltaire verklagte deshalb Roy 1745, erreichte jedoch nur eine mündliche Rüge durch den Richter. Die Prozesskosten gegen den mittellosen Roy wurden Voltaire aufgebürdet. Voltaire fügte Ende 1745 der ersten Ballard-Ausgabe seines Temple de la Gloire vor dem ersten Akt einen allegorischen Kupferstich ein, auf dem Roy von vier Centurionen gegeißelt wird. Roy gab nicht bei und polemisierte 1746 nach Kräften gegen die Aufnahme Voltaires in die Académie française. Er verriss Voltaires Discours für die Aufnahme.

### Die letzten Jahre
1754 erlitt Roy einen Schlaganfall. Seine Feinde lancierten umgehend das Gerücht, er sei nach einer wegen eines Epigramms erfolgten Verprügelung gestorben, doch lebte er tatsächlich noch zehn Jahre. In dieser Zeit wurde er zunehmend fromm und distanzierte sich von seinen Bühnenwerken – allein Eléments, so fürchtete er, würde ihm zehn Jahre im Fegefeuer einbringen. Seine Schmähschriften bereute er nicht. 1764 starb er und hinterließ seinem Sohn, einem Infanterie-Hauptmann, ein beachtliches Vermögen.

## Werke
- Callirhoé (1712)
- Les Augustales (1744)
- La Félicité (1745)
- Philomèle
- Bradamante
- Hippodamie
- Creüse
- Semiramis (1718)

Auf die lyrische Tragödie Ariane von Jean-Joseph Mouret in 5 Handlungen und einem Prolog schrieb er das Buch mit François Joseph de Lagrange-Chancel.